# Incaspiza personata
Tentilhão-inca-de-dorso-ruivo ou canário-andino-de-dorso-ruivo (Incaspiza personata) é uma espécie de ave da família Emberizidae.
É endémica do Peru.
Os seus habitats naturais são: matagal tropical ou subtropical de alta altitude.